# Maria Dinulescu
Maria Dinulescu (n. 2 mai 1981, Ploiești) este o actriță din România. A absolvit Universitatea Națională de Artă Teatrală și Cinematografică I.L. Caragiale din București, Facultatea de Teatru, Secția Actorie, clasa profesorilor Sanda Manu și Ion Cojar. A jucat în filme precum California Dreamin’ și Poveste de la scara C (ale regizorului Cristian Nemescu), Trafic al lui Cătălin Mitulescu și în Pescuit sportiv al lui Adrian Sitaru, rol ce i-a adus premiul de Cea mai bună actriță la Festivalul de la Buenos Aires.
În jurul anului 2021, Maria Dinulescu s-a mutat în Dubai, unde vinde proprietăți imobiliare. 

## Filmografie
- Milionari de weekend (2004)
- Dublu (2016)
- #Selfie 69 (2016)
- Smokers Die Slowly Together (2016)
- Far from here (2016)
- În derivă (2010)
- Doina (2010, scurt)
- Aproape de cinema (2009)
- Casanova, identitate feminina (2009)
- Concertul (2009)
- Pescuit sportiv (2009)
- Dincolo de America (2008)
- Târziu în noapte (2008)
- The Dot Man (2008)
- Blood and Chocolate / Pasiune și destin (2007)
- California Dreamin' (nesfârșit) (2007)
- Examen (2006)
- Reboot 57 (2006)
- Vocea inimii (2006)
- Return of the Living Dead: Rave from the Grave (2005)
- Gadje (2005)
- Păcatele Evei (2005)
- Andreea și tramvaiul (2004)
- Camera ascunsă (2004)
- Trafic (2004)
- Forme aberante (2003)
- Poveste la Scara C (2003)
- Stejarii verzi (2003)
- 17 minute întârziere (2002)
- Dust (2001)
- București-Wien ora 8:15 (2000)
- Floare albă, floare neagră (2000)

## Premii
- Cea mai bună actriță din filmul „Pescuit sportiv” (2007);
- Cea mai bună actriță ex-aequo, Salonic (2008);
- Cea mai bună actriță, Buenos Aires (2009).[2]

## Interviuri
- Maria Dinulescu, Ines Hristea, Formula AS - anul 2007, numărul 781
- Maria Dinulescu: Sunt un simplu om care nu poate sa controleze nimic Arhivat în 1 februarie 2014, la Wayback Machine., 2 februarie 2010, Revista Tango
- VIDEO Maria Dinulescu:„La Gopo, e mai plăcut să prezinți“, 23 martie 2010, Alexandra Olivotto, Adevărul
- Maria Dinulescu: Daca vreau sa fiu un produs de calitate, am nevoie sa ma asociez cu oameni de calitate Arhivat în 1 februarie 2014, la Wayback Machine., 16 ianuarie 2012, Alice Nastase Buciuta, Revista Tango